# 吳錦發
吳錦發（1954年9月14日—），前任屏東縣政府文化處處長，台灣作家，高雄市美濃區客家人。

## 生平
吳錦發在國立中興大學法商學院（今國立臺北大學）社會學系取得學位，曾在電影公司、《民眾日報》《台灣時報》等媒體工作。

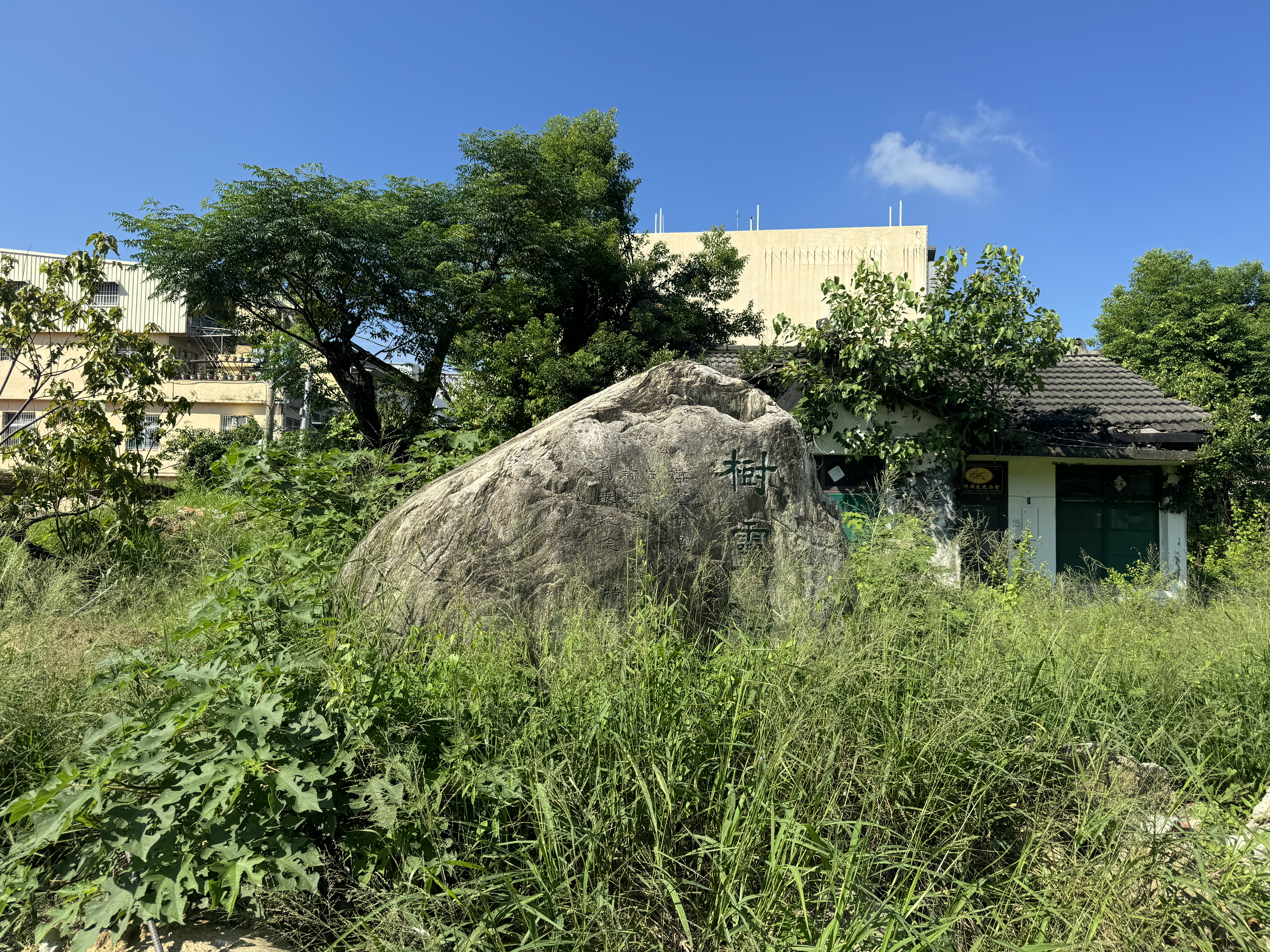
由吳錦發及橋頭鄉公所祕書林敬堯合撰的樹靈碑。

1992年，與環保人士籌組高雄市柴山自然公園促進會（現為高雄市柴山會）。
2004年5月20日到2008年5月20日，吳錦發擔任行政院文化建設委員會政務副主任委員（第1副主任委員）。
2016年 獲第十六屆國立臺北大學傑出校友。
2014年12月25日出任屏東縣文化處長。
2018年3月15日，因個人生涯規劃請辭，新任文化處長由屏縣文化觀光總顧問吳明榮接任。

## 作品
吳錦發著有《放鷹》、《秋菊》、《春秋茶室》、《台灣無用人》、《妻的容顏》、《生態禪》、《青春三部曲：閣樓‧春秋茶室‧秋菊》、《一隻鳥的故事》、《生命HIKING》、《生之曼陀羅》、《流沙之坑》、《打開天窗說亮話》、《吳錦發集》等書，吳錦發主編《原舞者：一個原住民舞團的成長紀錄》、《願嫁山地郎》、《悲情的山林》等書。